# Thorsten Margis
Thorsten Margis (født 14. august 1989) er en tysk bobslædefører. Han repræsenterede sit land under de olympiske vinterlege 2014 i Sochi, hvor han blev nummer 10 i firebobslæden.
Under vinter-OL 2018 i Pyeongchang kørte han på de tyske hold, der tog guld i både double og firer.
Under vinter-OL 2022 i Beijing vandt han to guld.